# Segretario per i rapporti con gli Stati e le organizzazioni internazionali
Il segretario per i rapporti con gli Stati e le organizzazioni internazionali è un incarico curiale. Esso è in vigore con l'attuale denominazione dal 5 giugno 2022, essendo previsto dagli articoli 49-51 della costituzione apostolica Praedicate evangelium, nella sezione relativa alla Segreteria di Stato della Santa Sede; il titolo è equiparabile a quello di ministro degli Esteri della Santa Sede.
Dall'8 novembre 2014 il segretario per i rapporti con gli Stati e le organizzazioni internazionali è l'arcivescovo Paul Richard Gallagher.

## Storia
La figura del segretario per i rapporti con gli Stati e le organizzazioni internazionali deriva direttamente da quella del prefetto della Congregazione per gli affari ecclesiastici straordinari, la quale fu rinominata, dopo l'emanazione della costituzione apostolica Regimini Ecclesiae universae di papa Paolo VI, Consiglio per gli affari pubblici della Chiesa.
Papa Giovanni Paolo II, con la Pastor Bonus, soppresse de facto il Consiglio, trasformandolo nell'odierna "seconda sezione" della Segreteria di Stato, che era guidata dal segretario per i rapporti con gli Stati.
Il 5 giugno 2022, con l'entrata in vigore della Praedicate evangelium, l'incarico ha assunto il titolo attuale.

## Cronotassi
- Arcivescovo Angelo Sodano (1º marzo 1989 - 1º dicembre 1990 nominato pro-segretario di Stato)
- Arcivescovo Jean-Louis Tauran (1º dicembre 1990 - 6 ottobre 2003 dimesso)
- Arcivescovo Giovanni Lajolo (6 ottobre 2003 - 15 settembre 2006 nominato presidente del Governatorato dello Stato della Città del Vaticano e della Pontificia commissione per lo Stato della Città del Vaticano)
- Arcivescovo Dominique Mamberti (15 settembre 2006 - 8 novembre 2014 nominato prefetto del Supremo tribunale della Segnatura apostolica)
- Arcivescovo Paul Richard Gallagher, dall'8 novembre 2014